# Serhiy Dzyndzyruk
Serhiy Dzyndzyruk (en ukrainien : Дзиндзирук Сергій Олександрович) est un boxeur ukrainien né le 1er mars 1976 à Nizhnegorsk, Russie.

## Carrière
Il s'illustre en amateur aux championnats d'Europe en remportant dans la catégorie poids welters la médaille de bronze en 1996 à Vejle et celle d'argent en 1998 à Minsk ainsi qu'aux championnats du monde à Budapest en 1997 où il remporte également la médaille d'argent.
Passé professionnel en 1999, il combat en super-welters et devient champion d'Europe EBU le 17 juillet 2004 en battant le français Mamadou Thiam par arrêt de l'arbitre à la 3e reprise. L'ukrainien défend deux fois cette ceinture face à Hussein Bayram et Jimmy Colas puis affronte Daniel Santos, champion du monde WBO de la catégorie le 3 décembre 2005. Il l'emporte aux points à l'unamité des juges.
Dzinziruk remet 6 fois son titre en jeu entre 2006 et 2010, battant successivement Sebastian Andres Lujan, Alisultan Nadirbegov, Carlos Nascimento, Lukas Konecny, Joel Julio et Daniel Dawson. Le 12 mars 2011, il affronte l'argentin Sergio Gabriel Martinez, champion WBC de la catégorie, et s'incline pour la première fois de sa carrière au 8e round.
Blessé durant la préparation de son combat contre le tchèque Koteckny, la WBO lui retire sa ceinture de champion des super-welters en octobre 2011.